# American Archivist
L’American Archivist è una rivista accademica semestrale sottoposta a revisione paritaria ed è la pubblicazione ufficiale della Society of American Archivists. Copre gli sviluppi teorici e pratici della scienza archivistica con particolare riferimento al Nord America. La rivista include saggi, casi di studio, opinioni, recensioni di libri recenti e risorse web.

## Licenza
I contenuti sono liberamente disponibili al pubblico con l’applicazione di una finestra editoriale mobile di tre anni, che quindi esclude i sei numeri più recenti dalla consultazione gratuita. I supplementi online sono pubblicati in modo irregolare e senza restrizioni di accesso.
I contributori conservano il diritto di autore del proprio lavoro e sulla relativa licenza di pubblicazione sulla rivista; i contenuti sono concessi sotto una licenza Creative Commons Attribution Non-Commercial 3.0 United States, salvo diversa indicazione.

## Storia
L’American Archivist fu pubblicato per la prima volta nel gennaio 1938. Uscì in stampa trimestralmente fino al 1998, quando la periodicità divenne semestrale.  Nel 2011 fu lanciata la prima edizione online, che esponeva i contenuti della 75ª conferenza annuale della Society of American Archivists. Nel 2015 la pubblicazione iniziò ad essere curata dalla casa editrice scientifica Allen Press.